# Lineus flammeus
Lineus flammeus är en djurart som tillhör fylumet slemmaskar, och. Lineus flammeus ingår i släktet Lineus och familjen Lineidae. Inga underarter finns listade i Catalogue of Life.